# Brachycephalus mariaeterezae
Espèce
Brachycephalus mariaeterezae est une espèce d'amphibiens de la famille des Brachycephalidae.

## Répartition
Cette espèce est endémique de l'État de Santa Catarina au Brésil. Elle se rencontre entre 1 265 et 1 270 m d'altitude dans la municipalité de Joinville.

## Description
Les dix spécimens adultes observés lors de la description originale mesurent entre 10,4 mm et 13,4 mm de longueur standard.

## Étymologie
Cette espèce est nommée en l'honneur de Maria Tereza Jorge Pádua.

## Publication originale
- (en) Ribeiro, Bornschein, Belmonte-Lopes, Firkowski, Morato & Pie, 2015 : Seven new microendemic species of Brachycephalus (Anura: Brachycephalidae) from southern Brazil. PeerJ, vol. 3, no e1011, p. 1–35 (texte intégral).